# Aristides Germani

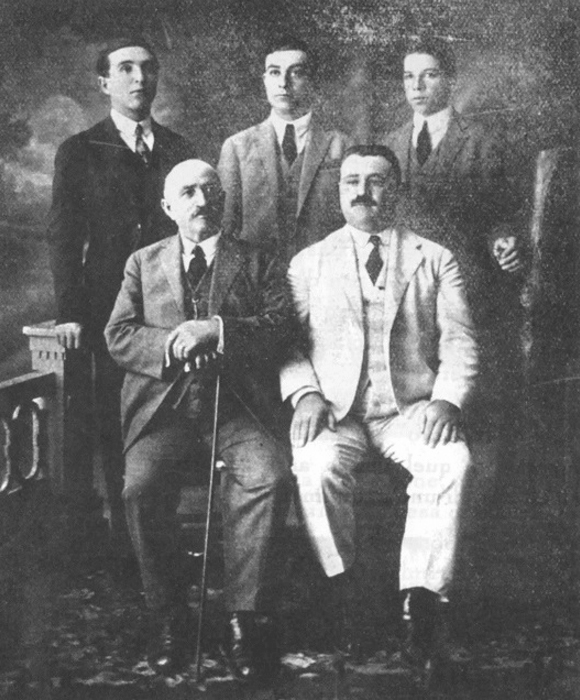
Aristides Germani, sentado, à esquerda, ao lado de um filho, e colaboradores.

Aristide "Aristides" Germani (Corte de' Frati, 16 de junho de 1863 — Caxias do Sul, 5 de agosto de 1941) foi um moleiro e político brasileiro.
Era filho de Giovanni Germani e Maddalena Santini. Seu pai havia lutado nas guerras da Unificação Italiana, era um próspero marceneiro e levava uma vida confortável. Muito pequeno Aristides tornou-se órfão de pai. A viúva caiu na miséria e o menino foi encaminhado a um orfanato, onde ficou até os 7 anos, quando voltou para casa a fim de ajudar a mãe. Com 9 anos começou a trabalhar, e à noite recebia instrução elementar em uma escola. Aos 16 anos perdeu também a mãe, e iniciou seu aprendizado como moleiro no moinho de Giacomo Tanzini. Cinco anos depois já dominara o ofício e assumia a posição de chefe do moinho de Angelo Pellini.
Nesta época decidiu emigrar para o Brasil. Viajou em 18 de agosto de 1885 e fixou-se na colônia italiana de Caxias do Sul, onde vivia Emmanuele Santini, seu tio. Empregou-se no moinho de Giuseppe (Giusué) Vaccari, no qual introduziu melhoramentos técnicos como a primeira peneira de seda e um sistema de limpeza de grãos. Em 1888 era diretor do moinho de Luiz Antônio Feijó Júnior e no ano seguinte arrendou o moinho de Antonio Corsetti. No mesmo ano casou-se com Maria Mainardi. Em 1892 comprou um terreno no subúrbio, e ali instalou seu primeiro moinho próprio, o Moinho Ítalo-Brasileiro. No local o Arroio Marquês do Herval (mais conhecido como Arroio Tega) caía em uma cachoeira, o que possibilitou realizar seu projeto de criar o primeiro moinho elétrico da região, "tornando aquele estabelecimento no centro irradiador da cultura e industrialização de trigo no Brasil", como disse Cunha.
Segundo Cunha, "a lavoura de trigo no Brasil, com finalidade comercial, começou efetivamente no Rio Grande do Sul. Há várias referências indicando que, após a fracassada experiência dos açorianos, por volta de 1740, e de um tímido recomeço com a colonização alemã, em 1824, o cultivo de trigo de fato se consolidou com a vinda dos imigrantes italianos, depois de 1875". Quando Germani chegou poucos agricultores plantavam trigo na região colonial devido à escassez de moinhos, e os moleiros usavam farinha importada, mas principalmente trabalhavam com milho e centeio. Germani iniciou uma campanha para mudar essa situação e em 1887 o padeiro Antônio Moro trouxe sementes de trigo do Uruguai e as distribuiu para os colonos, transformando a cidade em mercado fornecedor para padarias de Bento Gonçalves e São Sebastião do Cai. Germani ensinou os colonos as técnicas de plantio e combate a doenças, bem como a maneira de limpar e armazenar os grãos. Também buscou sementes na Argentina e estimulou o cultivo de trigo em Guaporé, Erechim e Passo Fundo, cujos agricultores lhe mandavam a produção para beneficiamento. Foi ele o primeiro a produzir em grande escala farinha de trigo inteiramente nacional.
Em 1906 instalou uma rede de telefonia privada para conectar sua empresa ao centro urbano, e em 1908 instalou uma rede de eletrificação. Já tendo se tornado nesta altura uma figura conhecida, em 1909 foi eleito conselheiro municipal e indicado suplente do juiz distrital, e em 1909 foi presidente da comissão organizadora das festividades de inauguração da viação férrea. Nos anos seguintes empenhou-se em modernizar e equipar melhor seu empreendimento, viajou mais de uma vez à Europa e Argentina para estudar os avanços técnicos no setor, adquirindo turbinas mais potentes e instalando um sistema novo de moagem. Em 1916 foi eleito outra vez para o Conselho Municipal, sendo reconduzido em 1920. Neste último mandato foi vice-presidente do Conselho e membro da Comissão de Petições e Reclamações e da Comissão de Contas, mas, antes "prócer republicano", foi criticado por aderir ao assisismo.
Em 1921 comprou um grande terreno no bairro São Pelegrino, onde construiu um palacete para morar e um outro moinho, ainda maior que o outro, estabelecido com o vultoso capital de 800 contos de réis e inaugurado em 1928. Localizado junto à estação ferroviária, ficava facilitado o escoamento do produto. Sua produção nesta época chegava a 500 sacos de farinha por dia, comparando-se aos maiores moinhos brasileiros. Seu produto tinha qualidade nitidamente superior à média da região, tornando-se uma referência e ganhando diversos prêmios e medalhas em exposições no Brasil e no exterior. Em nova viagem à Europa recebeu várias homenagens pelo seu pioneirismo, e em 1925 recebeu um destaque incomumente longo no grande álbum comemorativo dos 50 anos da imigração publicado pelo Governo do Estado em associação com o Consulado da Itália, onde foi objeto de entusiásticos elogios.

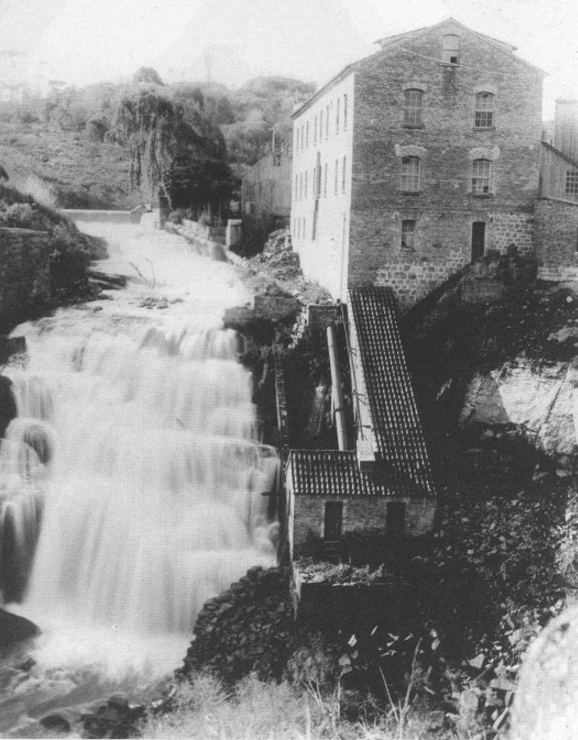
O primeiro moinho de Germani.

Em 1931 recebeu do governo da Itália a comenda Estrela do Mérito do Trabalho, e antes de 1936 recebeu o título de cavaleiro da Coroa Italiana. Em seus últimos anos abriu novos e grandes moinhos em Porto Alegre e Cachoeira do Sul. Em 1940 naturalizou-se brasileiro e no mesmo ano incorporou como sócios plenos seus filhos Alfredo, Pedro, Roberto, Ernesto e Italo, quando a empresa passou a oferecer produtos diversificados, incluindo biscoitos e massas, com marcas que ficaram famosas.
Sempre defendeu a classe dos moleiros de várias maneiras, foi um dos fundadores do Sindicato dos Moleiros, procurou obter isenção de impostos alfandegários para máquinas e equipamentos, o barateamento dos fretes, o estabelecimento de preço mínimo para o trigo e máximo de venda para a farinha, o controle do comércio pelo governo e a compra obrigatória do trigo nacional. Sua empresa tornou-se um modelo e uma escola para muitos outros empresários e sua contribuição à modernização da moagem do trigo e o impulso decisivo que deu à triticultura brasileira são amplamente reconhecidos. Segundo Biavaschi, além de sua projeção neste campo, ele e outros líderes locais tornaram-se símbolos de uma cultura diferenciada que se cristalizou na região colonial:
"[...] foram exemplos de imigrantes cujo sucesso e prosperidade econômica serviram para idealizar o sucesso do imigrante empreendedor, ao tornar a exceção uma norma. Deu-se, então, a elaboração da imagem mítica sobre o processo de imigração, a partir de destaques do comércio ou da indústria, que conseguiram fazer a América, para cujo sucesso dependeria apenas de seu trabalho e disposição".
Por esses fatores, bem como por seu envolvimento direto com a política, Germani foi figura de grande influência na comunidade, especialmente depois do segundo mandato do intendente José Penna de Moraes, que conseguiu estabelecer uma razoável estabilidade no antes agitato contexto local, propiciando um rápido crescimento econômico e vários aprimoramentos sociais. Ocupou ainda outras posições de relevo. Em 1912 foi um dos reativadores e assumiu uma das diretorias da Associação dos Comerciantes, que entrara em recesso em 1907, e que passou a determinar decisivamente os rumos da economia regional, também participando de importantes decisões políticas; foi vice-presidente da Caixa de Crédito Rural, vinculada à Cooperativa Agrícola; coronel da Guarda Nacional e membro da Liga de Defesa Nacional; conselheiro da Inspetoria de Instrução Pública; membro da Diretoria da Sociedade Príncipe de Nápoles, a principal associação de mútuo socorro; e membro da Comissão Pró-Caxias, criada na gestão de Celeste Gobbato com uma reunião de lideranças para auxiliar o prefeito na solução dos problemas locais.
Sua morte em 1941 foi muito sentido em Caxias e gerou matéria de capa do jornal A Época, recebendo elogiosos obituários, em que fora descrito como um dos nomes mais representativos da cidade, sendo enfatizados seu profundo conhecimento técnico, sua inteligência, sua vida de dedicação ao trabalho, seu caráter honrado e o largo conceito que granjeara não somente na cidade, mas no estado e no país. Teve 16 filhos com a esposa Maria Mainardi, dos quais sobreviveram a ele Alfredo, Angelina, Ida, Hermelinda, Ignês, Pedro, Roberto, Ernesto, Olga, Rosinha e Ítalo. Foi biografado em 1939 por José Cândido de Campos Netto (O cavvaliere Aristides Germani) e hoje ele empresta seu nome a uma escola. Seu primeiro moinho foi tombado pela Municipalidade em 2002 e todo restaurado, servido como sede do grupo cultural Ueba Produtos Notáveis. Seu segundo moinho, chamado Moinho Sul Brasileiro, junto com sua antiga residência, também receberam a proteção do tombamento.